# Gabriele Fischer (Politikerin)

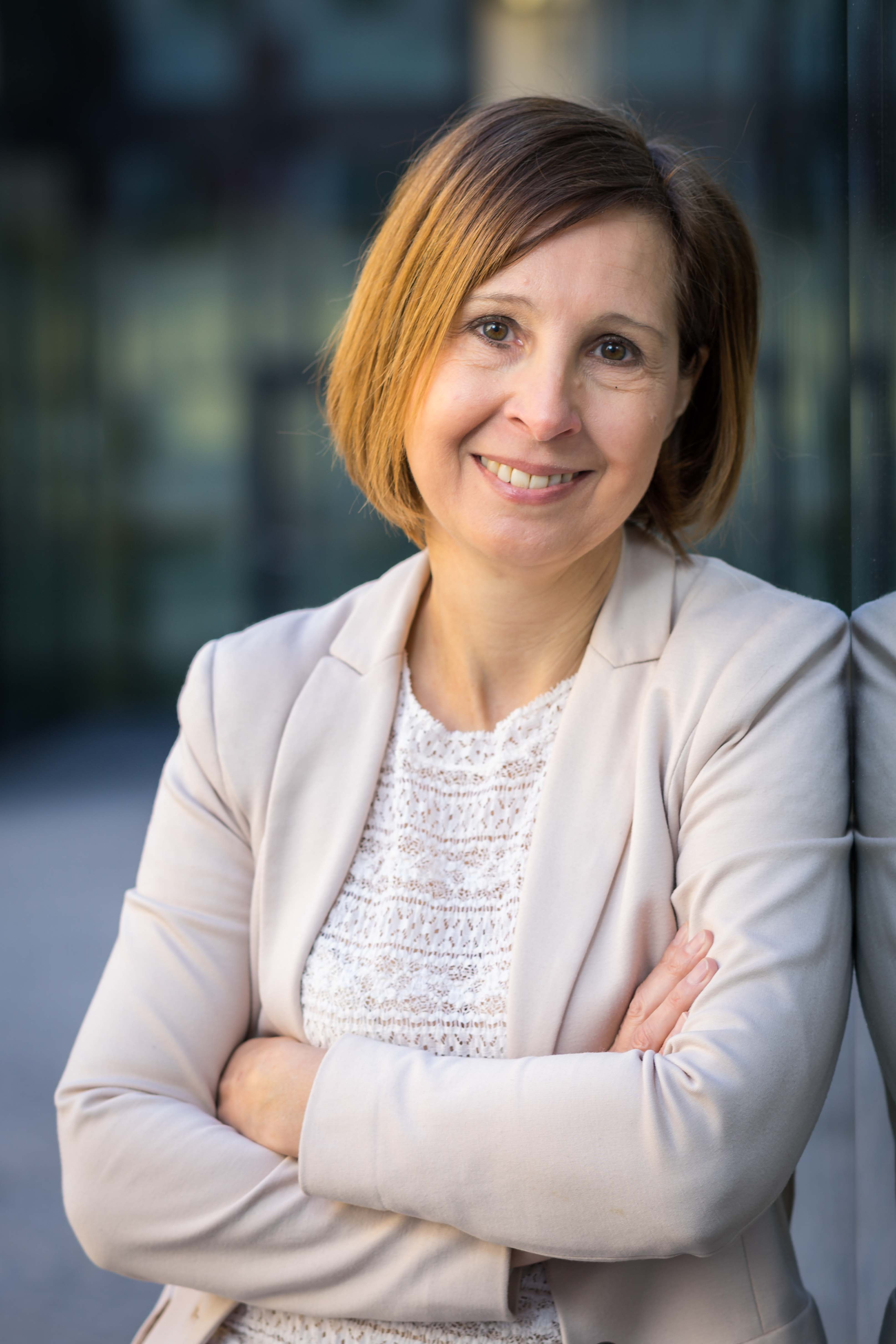
Gabriele Fischer (2018)

Gabriele Fischer (* 31. Oktober 1968 in Lienz) ist eine Tiroler Politikerin der Grünen. Sie war von 2013 bis zum 28. März 2018 Abgeordnete zum Tiroler Landtag und vom 28. März 2018 bis zum 25. Oktober 2022 Mitglied der Landesregierung Platter III.
Seit 1999 engagiert sich Fischer im Bereich Gesundheit und deckte mehrere Skandale an der Klinik Innsbruck auf. Aufgrund dieser Auseinandersetzungen mit den Tiroler Landeskrankenanstalten (damals: TILAK, heute: Tirol Kliniken) erlangte sie überregionale Bekanntheit in Österreich.

## Beruflicher Werdegang
Gabriele Fischer schloss ihre schulische Ausbildung 1987 mit der Matura am Bundesgymnasium Lienz ab. 1997 beendete sie ihr Studium der Landschaftsplanung und Landschaftsgestaltung an der Universität für Bodenkultur Wien. Ihre Diplomarbeit schrieb Fischer zu dem Thema: „Evaluierung des Instruments ‚Landschaftspflegerischer Begleitplan‘ in Tirol“.
Seit 2009 ist sie als selbständige Landschaftsplanerin in Tirol tätig. Zu ihrer politischen Laufbahn kam Fischer über ihre ehrenamtlichen Tätigkeiten.
Anfang Juli 2022 wurde bekannt, dass sie bei der Landtagswahl 2022 nicht mehr kandidiert.

## Ehrenamtliche Tätigkeiten
Seit 1999 engagiert sich Gabriele Fischer als Sprecherin im Rahmen einer von ihr gegründeten Plattform „Elterninitiativen und Selbsthilfegruppen für besondere und kranke Kinder“ (bekannt als „Elternverein Kinderklinik“), um bessere Konzepte, mehr Transparenz und Offenheit in den Einrichtungen der TILAK (heute: Tirol Kliniken) zu fordern.
Zentrales Anliegen Fischers war dabei der sorgsame Umgang mit kranken Kindern. Ausgehend von diesem Anliegen gründete sie diese Plattform. Erstmals im Bundesland Tirol konnten hier Betroffene (Eltern und Patienten) ihre Anregungen, Wünsche und auch Beschwerden artikulieren. Die Plattform half dabei, Rechte einzufordern und partizipierte damit aktiv an der Tiroler Gesundheitspolitik. Politischen Druck auf die Landesregierung und die Innsbrucker Klinik erzeugte Fischer durch medienwirksame Enthüllungen.
Eine zentrale Forderung war ein aktives Mitspracherecht in gesundheitspolitischen Angelegenheiten und die Einführung eines Fehlermanagements basierend auf dem „Harvard Konsensus Papier“. Zudem verstand sich diese Plattform als Informationsstelle für alle Patienten, die sich im Gesundheitswesen nicht alleine zurechtgefunden hatten.

## Aufdeckung der Skandale rund um die Einrichtungen der TILAK (heute: Tirol Kliniken)
Überregionale Bekanntheit erlangte Gabriele Fischer bereits vor ihrem Einzug in den Tiroler Landtag, indem sie mehrere Skandale in den Einrichtungen der Tilak publik machte. Vor allem ihre Enthüllungen zum tragischen Fall Nadina (nach Leisten-OP schwer behindert) und den Todesfällen Azra (3 Jahre, starb nach Eingriff mit umstrittener Indikation) und Amel (3 Jahre, starb nach Verstopfung) machten quer durch die österreichische Medienlandschaft Schlagzeilen.
Fischer wurde von politischen Entscheidungsträgern in Tirol, sowie von der Geschäftsführung der Tilak (heute: Tirol Kliniken) für ihre öffentlichkeitswirksamen Enthüllungen kritisiert.
Sowohl die Tiroler Legislative (Tiroler Landtag) als auch die Führung der Klinik Innsbruck waren durch den medialen Druck aber zum Handeln gezwungen. Die Klinik gestand Personalmangel ein, was zu einem einstimmigen Beschluss im Tiroler Landtag für mehr Personal führte. Zudem wurde die Verwendung des Narkotikums Propofol nach heftiger Kritik verboten.

## Auszeichnungen
Im Zuge ihrer ehrenamtlichen Tätigkeiten erhielt Gabriele Fischer für den „engagierten und selbstopfernden Einsatz“ den Lilie Woman Award 2012.